# Inga ruiziana
Inga ruiziana är en ärtväxtart som beskrevs av George Don jr. Inga ruiziana ingår i släktet Inga och familjen ärtväxter. Inga underarter finns listade i Catalogue of Life.